# Hvergelmir
Hvergelmir (ruisende of brullende ketel) was in de Noordse mythologie een bron in Niflheim. In de Noordse en in de Keltische mythologie staat vaak het begrip ketel symbool voor een kosmische ruimte, desgevallend het heelal zelf (vergelijk Cailleach).
Uit Hvergelmir stroomden elf giftige stromen, die  de verzamelnaam Elivágar droegen. Afzonderlijk waren het Svöl, Gunurd, Formfimbul, Þul, Slíd, Hríd, Sylg, Ylg, Víd, Leiptr en Gjöll, met Gjöll dicht bij het laagste punt, Niflhel. Zij vormden in de oertijd, toen de aarde nog niet bestond, ijs in de noordelijke ruimte van Ginnungagap. Het ijs smolt door het vuur uit Muspelheim in het zuiden en daar ontstond leven, waaruit de oerreus Ymir en oerkoe Audhumla oprezen. Door het offeren van de oerreus werd door Odin en zijn twee broers de wereld geschapen. 
Er waren nog andere bronnen die de kosmische boom Yggdrasil voedden, Urdarbrunnr (bron van Urd) en Mimisbrunnr (bron van Mimir), met elk een eigen functie in de Noordse kosmogonie. In de bron Hvergelmir kwamen veel slangen voor alsook de draak Nidhogg, die er aan de uiterste wortel van Yggdrasil knaagde.